# El Soler (Oristà)
El Soler és una masia d'Oristà (Lluçanès) inclosa a l'Inventari del Patrimoni Arquitectònic de Catalunya.

## Descripció
Antiga masia molt reformada de la qual sols es conserva la façana i algunes de les corts del davant i al costat.
La façana, totalment arrebossada i en part cimentada, presenta una estructrua de planta, pis i golfes amb la porta i finestres amb llindes. Teulat a doble vessant.
Aquesta part antiga actualment funciona com a masoveria.